# Angelo Signorelli
Angelo Signorelli   (Colzate, 25 de gener de 1959) és un pilot d'enduro italià, guanyador de dos Campionats d'Europa (en 80 cc el 1981 i en 125 cc el 1988). Com a membre de l'equip italià guanyà el Trofeu als Sis Dies Internacionals d'Enduro de 1986 i 1989, així com el Vas als de 1981.
Angelo Signorelli va començar a competir seguint les passes de son oncle Giuseppe Signorelli, qui el va col·locar a Fantic com a pilot de proves, aconseguint aviat èxits en les petites cilindrades. Fantic es va retirar quan Signorelli tenia l'edat del servei militar, per la qual cosa entrà a formar part de l'equip militar Fiamme Oro. El 1982 va pilotar la Kramer i el 1984 la KTM dins l'equip KTM-Farioli. Signorelli era conegut a la seva època com a il play-boy dell'enduro atesa la seva afecció a la bona companyia. Fins i tot havia protagonitzat alguna campanya publicitària de KTM fotografiat amb una noia espectacular. Això a banda, Signorelli era també famós pels seus grans coneixements mecànics, que el convertien en un mestre de la posada a punt de la motocicleta.
El 1987 començà a córrer raids africans, corrent el Ral·li Faraons amb la Yamaha de l'equip Chesterfield Scout. El 1988 s'estrenà al Ral·li Dakar amb el mateix equip, com a gregari de Cyril Neveu.

## Palmarès

### Campionat d'Europa
- 2 Campionats d'Europa d'enduro:
  - 1 en 80 cc (1981, Fantic)
  - 1 en 125 cc (1988, KTM)
- 2 Subcampionats d'Europa d'enduro:
  - 1979 (50 cc, Fantic)
  - 1984 (125 cc, KTM)
- 3 Victòries a la Valli Bergamasche:
  - 1980 - 75 cc (Fantic)
  - 1982 - 125 cc (Kramer)
  - 1988 - 125 cc (KTM)

### ISDE
- Trofeu amb l'equip italià a les edicions de 1986 i 1989
- Vas amb l'equip italià a l'edició de 1981

### Campionat d'Itàlia
- 5 Campionats d'Itàlia d'enduro:
  - 1979 (50 cc, Fantic)
  - 1980 (75 cc, Fantic)
  - 1981 (80 cc, Fantic)
  - 1985 (125 cc, KTM)
  - 1986 (125 cc, KTM)
- 6 Campionats d'Itàlia d'enduro major:
  - 2001 (400 4T, Honda)
  - 2002 (expert, Honda)
  - 2003 (elite, Honda)
  - 2007 (veteran, Gas Gas)
  - 2008 (veteran, Yamaha)
  - 2009 (veteran, Yamaha)

### Ral·li Incas Perú
- 1986 - 2n absolut (KTM)
- 1989 - Victòria absoluta (Yamaha)